# Tenedos (genre)
Pour les articles homonymes, voir Tenedos.
Genre
Synonymes
- Naibena Chamberlin, 1925
- Tijuca Mello-Leitão, 1925 nec Férussac, 1829
- Tijucaia Mello-Leitão, 1940

Tenedos est un genre d'araignées aranéomorphes de la famille des Zodariidae.

## Distribution
Les espèces de ce genre se rencontrent en Amérique du Sud et en Amérique centrale.

## Liste des espèces
Selon World Spider Catalog (version 24.5, 08/09/2023) :
- Tenedos anchicaya Martínez & Brescovit, 2023
- Tenedos andes Jocqué & Baert, 2002
- Tenedos asteronoides Jocqué & Baert, 2002
- Tenedos ayo Martínez, Brescovit & Cuervo, 2022
- Tenedos banos Jocqué & Baert, 2002
- Tenedos barbarae L. Martínez, 2022
- Tenedos barronus (Chamberlin, 1925)
- Tenedos brescoviti Jocqué & Baert, 2002
- Tenedos calebi Martínez, Brescovit & Cuervo, 2022
- Tenedos capote Jocqué & Baert, 2002
- Tenedos caqueta Martínez, Brescovit & Cuervo, 2022
- Tenedos carlosprestesi Candiani, Bonaldo & Brescovit, 2008
- Tenedos carlosprietoi Martínez, Brescovit & Cuervo, 2022
- Tenedos certus (Jocqué & Ubick, 1991)
- Tenedos chiribiquete Martínez & Brescovit, 2023
- Tenedos choco Martínez, Brescovit & Cuervo, 2022
- Tenedos cofan Martínez, Brescovit & Cuervo, 2022
- Tenedos convexus Jocqué & Baert, 2002
- Tenedos cufodontii (Reimoser, 1939)
- Tenedos cumbre Martínez & Brescovit, 2023
- Tenedos dankittipakuli Martínez, Brescovit & Cuervo, 2022
- Tenedos eberhardi Martínez, Brescovit & Cuervo, 2022
- Tenedos eduardoi (Mello-Leitão, 1925)
- Tenedos equatorialis Jocqué & Baert, 2002
- Tenedos estari Jocqué & Baert, 2002
- Tenedos fartilis Jocqué & Baert, 2002
- Tenedos figaro Jocqué & Baert, 2002
- Tenedos gabi Martínez & Brescovit, 2023
- Tenedos garoa Candiani, Bonaldo & Brescovit, 2008
- Tenedos grandis Jocqué & Baert, 2002
- Tenedos griswoldi Martínez, Brescovit & Cuervo, 2022
- Tenedos guacharos Martínez, Brescovit & Cuervo, 2022
- Tenedos henrardi Martínez, Brescovit & Cuervo, 2022
- Tenedos hirsutus (Mello-Leitão, 1941)
- Tenedos hoeferi Jocqué & Baert, 2002
- Tenedos honduras Jocqué & Baert, 2002
- Tenedos huila Martínez & Brescovit, 2023
- Tenedos humboldti Martínez, Brescovit & Cuervo, 2022
- Tenedos inca Jocqué & Baert, 2002
- Tenedos inflatus Jocqué & Baert, 2002
- Tenedos infrarmatus Jocqué & Baert, 2002
- Tenedos jocquei Quijano-Cuervo & Galvis, 2018
- Tenedos juninus Jocqué & Baert, 2002
- Tenedos lautus O. Pickard-Cambridge, 1897
- Tenedos ligulatus Jocqué & Baert, 2002
- Tenedos luzmarinae Martínez, Brescovit & Cuervo, 2022
- Tenedos macagual Martínez, Brescovit & Cuervo, 2022
- Tenedos major (Keyserling, 1891)
- Tenedos marquetones Martínez, Brescovit & Cuervo, 2022
- Tenedos medina Martínez, Brescovit & Cuervo, 2022
- Tenedos mesa Martínez, Brescovit & Cuervo, 2022
- Tenedos microlaminatus Jocqué & Baert, 2002
- Tenedos minor (Keyserling, 1891)
- Tenedos nancyae Candiani, Bonaldo & Brescovit, 2008
- Tenedos narinensis Martínez, Brescovit & Cuervo, 2022
- Tenedos neitai Martínez, Brescovit & Cuervo, 2022
- Tenedos parinca Jocqué & Baert, 2002
- Tenedos peckorum Jocqué & Baert, 2002
- Tenedos pensilvania Martínez, Brescovit & Cuervo, 2022
- Tenedos persulcatus Jocqué & Baert, 2002
- Tenedos piedecuesta Martínez, Brescovit & Cuervo, 2022
- Tenedos procreator Jocqué & Baert, 2002
- Tenedos quadrangulatus Jocqué & Baert, 2002
- Tenedos quimbaya Martínez & Brescovit, 2023
- Tenedos quinquangulatus Jocqué & Baert, 2002
- Tenedos quipile Martínez, Brescovit & Cuervo, 2022
- Tenedos reygeli Jocqué & Baert, 2002
- Tenedos santarosa Martínez, Brescovit & Cuervo, 2022
- Tenedos serrulatus Jocqué & Baert, 2002
- Tenedos sumaco Jocqué & Baert, 2002
- Tenedos tama Martínez, Brescovit & Cuervo, 2022
- Tenedos tatama Martínez, Brescovit & Cuervo, 2022
- Tenedos ticuna Martínez, Brescovit & Cuervo, 2022
- Tenedos trilobatus Jocqué & Baert, 2002
- Tenedos ufoides Jocqué & Baert, 2002
- Tenedos ultimus Jocqué & Baert, 2002
- Tenedos valle Martínez & Brescovit, 2023
- Tenedos venezolanus Jocqué & Baert, 2002
- Tenedos wayuu Martínez, Brescovit & Cuervo, 2022
- Tenedos yurayaco Martínez, Brescovit & Cuervo, 2022

## Systématique et taxinomie
Ce genre a été décrit par O. Pickard-Cambridge en 1897 dans les Zodariidae.
Naibena et Tijuca Mello-Leitão, 1925, préoccupé par Tijuca Férussac, 1829, remplacé par Tijucaia ont été placés en synonymie par Jocqué en 1991.

## Publication originale
- O. Pickard-Cambridge, 1897 : « Arachnida. Araneida. » Biologia Centrali-Americana, Zoology, London, vol. 1, p. 225-232 (texte intégral).